# پراشتهایی
پراشتهایی (به انگلیسی: Polyphagia) به معنای گرسنگی مفرط یا افزایش اشتها است. در پزشکی این علامت در بیماری‌هایی همچون دیابت، سندرم کلین-لوین (Kleine-Levin)، سندرم ژنتیکی پرادرویلی و سندرم باردت بیدل (Bardet Biedl) دیده می‌شود. اصطلاح پرخوری (Binge) در گذشته در بین بیشتر مردم به معنی نوشیدن (مشروبات الکلی) بیش از اندازه بوده‌است. امروزه این کلمه بیشتر به معنی خوردن بیش از اندازه است. این عمل در بسیاری از افراد در حد لغزش کمی در رژیم غذایی یا کمی زیاده روی در خوردن و کاملاً بی‌ضرر است. هرچند در برخی از افراد، این کار نشان دهنده از بین رفتن جزئی یا کامل کنترل بر غذا خوردن است. پرخوری یک مشکل اساسی برای تمام مردم جهان است.

## در ایران
۵۰ درصد ایرانیان مبتلا به پراشتهایی هستند، بنابه گزارش آفتاب نیوز در تاریخ ۱۲ مهر ۱۳۹۳ معاون تحقیقات و فناوری وزارت بهداشت، درمان و آموزش پزشکی با هشدار نسبت به اپیدمی چاقی در ایران، اعلام کرد، زنان ایرانی از زنان آمریکایی چاق‌تر هستند و مصرف بالای مواد غذایی مانند نان و برنج، عامل چاقی و شیوع دیابت در ایران است.